# سيباستيان إيفرز
سيباستيان إيفرز (بالإنجليزية: Sebastian Evers)‏ (2 يناير 1991 في الولايات المتحدة - ) هو لاعب كرة قدم أمريكي في مركز حراسة المرمى.

## وصلات خارجية
- سيباستيان إيفرز على موقع قاعدة بيانات كرة القدم.إي يو (الإنجليزية)
- سيباستيان إيفرز على موقع Soccerway.com (الإنجليزية)